# Joseph Francis Busch
Joseph Francis Busch (* 18. April 1866 in Red Wing, Minnesota, USA; † 31. Mai 1953 in St. Cloud) war ein US-amerikanischer Geistlicher und Bischof von Saint Cloud.

## Leben
Joseph Francis Busch besuchte das Canisius College in Buffalo und das Campion College in Prairie du Chien. Busch studierte Katholische Theologie und Philosophie an der Universität Innsbruck. Er empfing am 28. Juli 1889 das Sakrament der Priesterweihe. 
Busch wurde Privatsekretär von Erzbischof John Ireland und Kurat der St. Mary’s Church. 1896 wurde er Pfarrer der Pfarrei St. Augustine in Saint Paul.
Am 9. April 1910 ernannte ihn Papst Pius X. zum Bischof von Lead. Der Erzbischof von Saint Paul, John Ireland, spendete ihm am 19. Mai desselben Jahres die Bischofsweihe; Mitkonsekratoren waren der Bischof von Duluth, James McGolrick, und der Bischof von Saint Cloud, James Trobec OP. Am 19. Januar 1915 ernannte ihn Papst Benedikt XV. zum Bischof von Saint Cloud. Die Amtseinführung erfolgte am 21. Februar desselben Jahres.